# Móra Ferenc-díj
A Móra Ferenc-díj muzeológusoknak adományozható legmagasabb állami szakmai kitüntetés. Azok kaphatják meg, akik szakterületükön kimagasló életutat tettek meg, tevékenységükkel, kezdeményezésükkel példaértékű, a muzeológia fejlődését és változását jelentős mértékben befolyásoló eredményt értek el, a muzeális intézményekben folyó szakmai és szervezeti munka előrehaladását és sikerét meghatározó kezdeményezés irányítói, vagy a muzeális intézmények társadalmi beágyazottsága és társadalmi hasznosítása terén meghatározó munkát végeztek. A díjat évente, augusztus 20-án osztják ki.

## A díj odaítélése
A díjat a korábbi, 1972 óta odaítélt Móra Ferenc-emlékérem helyett alapította a művelődési és közoktatási miniszter a 12/1991. (VIII. 6.) MKM rendelettel. A kitüntető elismeréssel pénzjutalom, az adományozást igazoló díszoklevél és egy bronz plakett jár.
A kiosztható díjak száma az évek során többször változott. 1991-től legfeljebb 5 fő, 1999-től 4 fő, 2012-től 3 fő kaphatta meg. 2016. óta két főnek ítélik oda.
A pénzjutalom összege az idő folyamán ugyancsak változott: kezdetben fix összegben határozták meg, amelyet időnként módosítottak. 2012-től a mértékét az illetményalaphoz kötötték: annak hússzorosát adták. 2016-tól a díjjal járó pénzjutalom mértéke az illetményalap huszonnégyszeresének megfelelő összeg.
A díj adományozására javaslatot tevő bizottság tagjait a miniszter – az érintett szakmai szervezetek javaslatait mérlegelve – négy évre kéri fel.

## A díj leírása
1991-ben a díj megőrizte a Móra Ferenc-emlékérem plakettjét. Az a plakett kerek alakú, bronzból készült, átmérője 85, vastagsága 8-10 milliméter. Első oldalán MÓRA FERENC EMLÉKÉRE félkörívű felirat helyezkedik el, hátoldalát a múzeumügyet szimbolizáló dombormű és A tudományért a művelődésért felirat díszíti. Az emlékérmét Asszonyi Tamás szobrász- és éremművész készítette.
A díj 1999-ben a 3/1999. (II. 24.) NKÖM rendelettel új plakettet kapott, amely kerek alakú, bronzból készült, átmérője 85, vastagsága 8 milliméter. A plakett Palotás József szobrászművész alkotása, első oldalán középen Móra Ferenc domború arcképe, fölötte a MÓRA FERENC-DÍJ félkörívű felirat helyezkedik el. Hátoldalát a múzeumügyet szimbolizáló dombormű és A tudományért, a művelődésért felirat díszíti.

## A díjazottak listája évek szerint
1991 
- Dr. Dömötör János, a hódmezővásárhelyi Tornyai János Múzeum igazgatója
- Dr. Fazekas István, a kiskunfélegyházi Kiskun Múzeum igazgatója
- Dr. Temesváry Ferenc, a Magyar Nemzeti Múzeum muzeológusának
- Dr. Varga Edit, egyiptológusnak a Szépművészeti Múzeum főigazgató-helyettese

1992 
- Dr. Bellon Tibor, a karcagi Győrffy István Nagykun Múzeum igazgatója
- Dr. Kőszegi Frigyes, a Budapesti Történeti Múzeum főigazgató-helyettese
- Dr. Takács Béla, a Debreceni Református Kollégium Múzeuma igazgatója
- Dr. Uherkovich Ákos, a pécsi Janus Pannonius Múzeum osztályvezetője

1993 
- Dr. Frech Miklós, a Helikon Kastélymúzeum nyugalmazott osztályvezetője
- Kiss László, az Országos Műszaki Múzeum főigazgató-helyettese
- Dr. Kubassek János, az érdi Magyar Földrajzi Múzeum igazgatója
- Dr. Zólyomi József, a balassagyarmati Palóc Múzeum nyugalmazott igazgatója

1994 
- Dr. Farkas Attila, az Országos Katolikus Gyűjteményi Központ igazgatója
- Dr. Fodor István, a Magyar Nemzeti Múzeum címzetes főigazgatója
- Dr. Füköh Levente, a gyöngyösi Mátra Múzeum igazgatója
- Dr. Selmeczi Kovács Attila, a Néprajzi Múzeum főigazgató-helyettese

1995 
- Dr. Csiffáryné dr. Schwalm Edit, az egri Dobó István Vármúzeum tudományos titkára, osztályvezető
- Dr. Éri István, a Tájak–Korok–Múzeumok Egyesület ügyvezető elnöke
- Kovács Istvánné dr Murai Éva a Magyar Természettudományi Múzeum nyugalmazott főmuzeológusa
- Dr. Szikossy Ferenc, a Magyar Nemzeti Múzeum főigazgató

1996 
- Dr. Csaplár Ferenc, a Kassák Lajos Emlékmúzeum igazgatója
- Dr. Németh Péter, a Szabolcs-Szatmár-Bereg Megyei Múzeumok igazgatósága megyei múzeumigazgatója
- Dr. Petánovics Katalin, a keszthelyi Balatoni Múzeum muzeológusa
- Dr. Sinkó Katalin, a Magyar Nemzeti Galéria főosztályvezetője

1997 
- Dr. Petercsák Tivadar, a Heves Megyei Múzeumi Szervezet igazgatója, a néprajztudomány kandidátusa
- Dr. Selmeczi László, a debreceni Déri Múzeum igazgatója, a filozófiai tudomány kandidátusa
- Dr. Szőke Mátyás, a visegrádi Mátyás Király Múzeum igazgatója
- Dr. Vásárhelyi Tamás, a Magyar Természettudományi Múzeum főigazgató-helyettese, a biológiai tudomány kandidátusa

1998 
- Dr. Egri Mária, a Vasarely Múzeum igazgatója
- Káldy Mária, a szentendrei Szabadtéri Néprajzi Múzeum osztályvezetője
- Dr. Rosner Gyula, a paksi Városi Múzeum igazgatója
- Dr. Viga Gyula, a Herman Ottó Múzeum megyei múzeumigazgató helyettese

1999 
- Dr. Halmágyi Pál, a makói József Attila Múzeum igazgatója
- Dr. Matskási István a Magyar Természettudományi Múzeum főigazgatója
- H. Tóth Elvira nyugalmazott régész
- Dr. Veres László, a miskolci Herman Ottó Múzeum igazgatója

2000 
- Darvas Lászlóné, a Magyar Mezőgazdasági Múzeum közművelődési főosztály vezetője
- Fűrészné Molnár Anikó, a Tatabányai Múzeum igazgatója
- Horváthné Csukás Györgyi, a szentendrei Szabadtéri Néprajzi Múzeum tájegységfelelős néprajzos muzeológusa
- Virágné Szalontay Judit, a Csornai Múzeum igazgatója

2001 
- Batári Ferenc, az Iparművészeti Múzeum főosztályvezetője
- dr. Dobosi Viola, a Magyar Nemzeti Múzeum főmuzeológusa
- Földes Emília művészettörténész, a Fővárosi Képtár igazgatóhelyettese
- dr. Moskovszky Éva, a székesfehérvári Babaház létrehozója
- dr. Török Gyöngyi, a Magyar Nemzeti Galéria Régi Magyar Gyűjteménye tudományos főmunkatársa

2002 
- Deákné dr. Füvessy Anikó néprajzos muzeológus, a tiszafüredi Kiss Pál Múzeum igazgatója
- Dr. Cseri Miklós néprajzkutató, a Szentendrei Szabadtéri Néprajzi Múzeum Főigazgatója
- Dr. Garam Éva régész, a Magyar Nemzeti Múzeum Régészeti Osztálya tudományos főmunkatársa
- Kőrösiné dr. Ember Ildikó, a Szépművészeti Múzeum Régi Képtár osztályvezetője
- Stemlerné Balogh Ilona, a Magyar Nemzeti Múzeum Történeti Fényképtár főosztályvezetője

2003 
- Czére Andrea, a Szépművészeti Múzeum Grafikai Osztály főosztályvezetője
- Dévényi Istvánné Buzási Enikő művészettörténész, a Magyar Nemzeti Galéria Régi Magyar Gyűjtemény főmuzeológus-tanácsosa
- Makai Ágnes történész-muzeológus, a Hadtörténeti Intézet és Múzeum Numizmatikai Gyűjteménye vezetője
- Pusztainé Zsidi Paula, a Budapesti Történeti Múzeum főigazgató-helyettese, az Aquincumi Múzeum igazgatója
- Varga András zoológus, a Mátra Múzeum természettudományi gyűjteménye muzeológusa

2004 
- Dr. Bakó Zsuzsanna, a Magyar Nemzeti Galéria főosztályvezetője
- Bánki Horváth Mihályné, dr. Molnár Erzsébet, a Kiskun Múzeum igazgatója
- Dr.Csányi Marietta, a Jász-Nagykun-Szolnok Megyei Múzeumok Igazgatósága régész osztályvezetője
- Dr.Nyerges Éva, a budapesti Szépművészeti Múzeum művészettörténész tudományos főtanácsosa
- Kovácsné Bircher Erzsébet, a Soproni Központi Bányászati Múzeum igazgatója

2005 
- dr. B. Hellebrandt Magdolna, a Herman Ottó Múzeum régész muzeológus munkatársa
- dr. Fejős Zoltán, a Néprajzi Múzeum főigazgatója
- dr. Jávor Anna, a Magyar Nemzeti Galéria gyűjteményi igazgatója
- dr. Jeszenszky Sándor, a Magyar Elektrotechnikai Múzeum technikatörténész kandidátusa
- dr. Szabó Ferenc, a Békés Megyei Levéltár és a Békés Megyei Múzeumok Igazgatósága egykori vezetője

2006 
- Bencze Géza, az Országos Műszaki Múzeum történész-muzeológusa
- Fodor László, az egri Dobó István Vármúzeum régész-muzeológusa
- S. Lackovits Emőke, a Veszprémi Laczkó Dezső Múzeum néprajzos-muzeológusa
- Tátrai Vilmos, a Szépművészeti Múzeum művészettörténész-muzeológusa
- Varga Katalin, a Petőfi Irodalmi Múzeum irodalomtörténész-muzeológusa

2007 
- Banner Zoltán, a békéscsabai Munkácsy Mihály Múzeum nyugalmazott művészettörténésze
- Dr. Berta István, a budapesti Közlekedési Múzeum történész muzeológusa, nyugalmazott főigazgató-helyettese
- Horváth György, a Magyar Nemzeti Galéria művészettörténész főigazgató-helyettese
- Dr. Lugosi József, a budapesti Hadtörténeti Intézet és Múzeum történész muzeológus főigazgatója
- Dr. Vándor László, a zalaegerszegi Megyei Múzeum régésze, igazgató

2008 
- Dr. Bereczki Ibolya, néprajzos muzeológus, a Szentendrei Szabadtéri Néprajzi Múzeum főigazgató-helyettese
- Jarábik Gabriella, a szlovákiai Magyar Kultúra Múzeum igazgatója
- Jósvainé Dr. Dankó Katalin, régész-muzeológus, a sárospataki Rákóczi Múzeum igazgatója
- Dr. Mészáros Ferenc, muzeológus, a Magyar Természettudományi Múzeum főigazgató-helyettese
- Rödönyiné Dr. Facsády Annamária, régész-muzeológus, a Budapesti Történeti Múzeum Aquincumi Múzeum igazgató-helyettese

2009 
- Csere Judit, a Budapesti Történeti Múzeum osztályvezetője, főrestaurátor
- Lövéteiné Kapitány Orsolya, a Somogy Megyei Múzeumok Igazgatósága osztályvezetője
- Plesznivy Edit, a Magyar Nemzeti Galéria főmuzeológusa, művészettörténész

2010 
- Csobádi József muzeológus [7]
- Kárpáti László muzeológus
- Kovács Ida muzeológus
- Tari János muzeológus
- V. Fodor Zsuzsa muzeológus

2011 
- Dr. Basics Beatrix szabadúszó művészettörténész
- Dévényi István, a Magyar Nemzeti Galéria főmuzeológusa, művészettörténész
- Kovácsné dr. Kaposvári Gyöngyi Gizella, a Jász-Nagykun-Szolnok Megyei Múzeumok Igazgatósága igazgatóhelyettese, irodalomtörténész
- Dr. Páll István, a nyíregyházi Sóstói Múzeumfalu igazgatója, okleveles etnográfus
- Szuhay Péter, a Néprajzi Múzeum gyűjteményvezető muzeológusa

2012 
- H. Bagó Ilona muzeológus, irodalomtörténész, Petőfi Irodalmi Múzeum
- Dr. Farbaky Péter főigazgató-helyettes, Budapesti Történeti Múzeum
- Kücsán József néprajzos muzeológus, gyűjteményi osztályvezető, Soproni Múzeum
- Dr. Matskási István főigazgató, Magyar Természettudományi Múzeum
- Sárkány József művészettörténész-főmuzeológus, osztályvezető, Janus Pannonius Múzeum, Pécs

2013 
- Dr. Horváth László Csaba, Jász-Nagykun-Szolnok Megyei Múzeumok Igazgatóságának megyei igazgatója
- Nagy Istvánné, a Néprajzi Múzeum nyugdíjas dolgozója
- Dr. Szakáll Sándor, Miskolci Egyetem, Ásvány- és Kőzettani Intézeti Tanszékének tanszékvezető egyetemi docense, muzeológusa

2014 
- Dr. Bagi Gábor, a szolnoki Damjanich János Múzeum történész-muzeológusa
- Dr. Medgyesi Konstantin, a szegedi Móra Ferenc Múzeum sajtóreferense, muzeológusa
- Dr. Konrad Sutarski, a Magyarországi Lengyelség Múzeuma és Levéltára nyugalmazott múzeumigazgatója, költő, író, műfordító

2015 
- Ifj. Gyergyádesz László, a kecskeméti Katona József Múzeum gyűjteményvezetője
- Hegyi Katalin Éva, a fővárosi Petőfi Irodalmi Múzeum főmuzeológusa
- Koticsné dr. Magyari Márta, a debreceni Déri Múzeum tárvezetője, muzeológusa

2016 
- Ando György, a békéscsabai Munkácsy Mihály Múzeum igazgatója
- Bálványos Anna, a Ludwig Múzeum – Kortárs Művészeti Múzeum főmuzeológusa
- Gyarmati Zsolt, a csíkszeredai Csíki Székely Múzeum igazgatója

2017 
- Dr. Csizmaziáné Lipták-Pikó Mária, a szegedi Móra Ferenc Múzeum Közművelődési Osztályának nyugalmazott osztályvezetője, a Múzeumi Oktatási és Módszertani Központ önkéntes múzeumpedagógiai koordinátora
- Mihály Mária, a Szépművészeti Múzeum általános főigazgató-helyettese

2018 
- Dr. Kalla Zsuzsa, a Petőfi Irodalmi Múzeum gyűjteményi igazgatója és főigazgató-helyettese,
- Népessy Noémi, az Óbudai Múzeum igazgatója.

2019 
- Dr. Sári Zsolt, a szentendrei Szabadtéri Néprajzi Múzeum általános főigazgató-helyettese,
- Szakál Aurél, a Thorma János Múzeum igazgatója,
- Szilágyi Judit, a Petőfi Irodalmi Múzeum muzeológusa,
- Dr. Tárnoki Judit, a szolnoki Damjanich János Múzeum régésze.

2020 
- Kiss Imre, a Magyar Kereskedelmi és Vendéglátóipari Múzeum igazgatója
- Vig Károly entomológus, főmuzeológus, a Savaria Megyei Hatókörű Városi Múzeum tudományos igazgatóhelyettese

2021 
- Berényi Marianna, a Magyar Nemzeti Múzeum főosztályvezetője, a Magyar Múzeumok Online főszerkesztője
- Merczi Miklós ny. főmuzeológus, a Magyar Műszaki és Közlekedési Múzeum főosztályvezetője

2022 
- Nagyné Batári Zsuzsanna néprajzkutató muzeológus, a Szabadtéri Néprajzi Múzeum (Szentendre) tudományos és ismeretátadási igazgatója
- Dr. Ratkó Lujza néprajzkutató, a Jósa András Múzeum – Sóstói Múzeumfalu muzeológusa

2023 
- Dr. Fajcsák Györgyi sinológus, a Hopp Ferenc Ázsiai Művészeti Múzeum igazgatója,
- Kaján Imre, a zalaegerszegi Göcseji Múzeum volt igazgatója.

2024 
- Dr. Fogarasi Zsuzsa művészettörténész, a Dunamelléki Református Egyházkerület Ráday Múzeumának igazgatója,
- Dr. Pusztai Gabriella, a Kunszentmártoni Általános Művelődési Központ Helytörténeti Múzeumának igazgatója.